# Nazareth (음반)
《Nazareth》는 1971년 11월 12일에 발매된 스코틀랜드의 하드 록 밴드 나자레스의 데뷔 스튜디오 음반이다. 이 음반에는 히트 싱글 〈Dear John〉과 〈Morning Dew〉의 커버곡이 수록되어 있다.

## 배경
나자레스는 원래 1961년 스코틀랜드 던펌린에서 결성된 커버 밴드 더 섀데츠로 시작했다. 초기에는 지역 클럽과 행사장에서 활동하며 다양한 로큰롤과 팝 음악을 연주했다. 1968년, 기타리스트 매니 찰턴의 합류를 계기로 밴드는 본격적인 창작 활동에 나섰고, 사운드 또한 점차 하드 록 스타일로 변화하기 시작했다.
1970년 말, 멤버들은 캐나다와 미국의 록 밴드 더 밴드의 노래 〈The Weight〉에 등장하는 가사에서 영감을 받아 밴드명을 나자레스로 바꾸었다. 이후 음악 경력을 본격화하기 위해 스코틀랜드를 떠나 런던으로 이주했다. 당시 그들은 함께 공동 주택에 거주하며 본격적인 녹음 준비에 돌입했고, 페가수스 레코드와 계약을 맺으며 정식 데뷔를 앞두게 되었다.
1971년 여름, 밴드는 런던의 유명 스튜디오인 AIR 스튜디오와 트라이던트 스튜디오에서 데뷔 음반의 녹음을 진행했다. 이 과정에서는 매니저 빌 페힐리의 지원과 함께, 딥 퍼플의 베이시스트 로저 글로버로부터의 초기 조언도 큰 도움이 되었다.

## 평가
| 전문가 평가 | 전문가 평가 |
| 평가 점수   | 평가 점수   |
| 출처        | 점수        |
| ----------- | ----------- |
| Allmusic    | [ 8 ]       |

《Nazareth》는 발매 당시에는 큰 주목을 받지 못했지만, 이후 평론가들과 팬들 사이에서 밴드의 가능성과 음악적 개성을 엿볼 수 있는 작품으로 재평가되었다. 특히 초기의 블루스 록과 하드 록을 결합한 투박하면서도 진중한 사운드는, 후속 작품들의 방향성을 암시하는 중요한 출발점으로 여겨진다.
음악 전문 웹사이트 MetalMusicArchives는 이 음반을 "스코틀랜드적인 울분이 서린 블루스와 천둥 같은 헤비 록이 어우러진 작품"이라고 표현하며, 데뷔작으로서의 존재감을 인정했다. 또한 《라우더 사운드》와의 인터뷰에서 베이시스트 피트 애그뉴는 이 시기의 음악이 "가공되지 않은 거친 에너지"로 가득 차 있었다고 회고하며, 밴드가 본격적으로 자신들만의 색깔을 찾기 시작한 시점으로 이 음반을 꼽았다.

## 곡 목록
모든 곡들은 특별한 언급이 없는 한 매니 찰턴, 댄 맥카퍼티, 피트 애그뉴 그리고 대럴 스위트에 의해 작사/작곡하였다.
| #  | 제목                        | 작사·작곡      | 재생 시간 |
| -- | --------------------------- | -------------- | --------- |
| 1. | 〈Witchdoctor Woman〉       | 찰턴, 맥카퍼티 | 4:09      |
| 2. | 〈Dear John〉               |                | 3:48      |
| 3. | 〈Empty Arms, Empty Heart〉 |                | 3:15      |
| 4. | 〈I Had a Dream〉           |                | 3:23      |
| 5. | 〈Red Light Lady〉          |                | 6:00      |

| #  | 제목             | 작사·작곡              | 재생 시간 |
| -- | ---------------- | ---------------------- | --------- |
| 6. | 〈Fat Man〉      | 애그뉴, 찰턴, 맥카퍼티 | 3:25      |
| 7. | 〈Country Girl〉 |                        | 4:05      |
| 8. | 〈Morning Dew〉  | 보니 돕슨, 팀 로즈     | 7:06      |
| 9. | 〈King Is Dead〉 |                        | 4:47      |